# Višva Nirmala Dharma
Višva Nirmala Dharma je české nové náboženské hnutí navazující na indické duchovní tradice. Odkazuje se na indickou tradici šaktismu a  indickou duchovní učitelku Šrí Mátadží Nirmala Déví.

## Historie a duchovní pozadí
Šrí Mátadží Nirmala Déví, vlastním jménem Nirmala Salve-Šrívastavová (1923–2011) se narodila do bohaté a vzdělané křesťanské rodiny, která usilovala o nezávislost Indie a v dětství příležitostně pobývala v Gándhího ášramu. Studium lékařství nedokončila. Roku 1970 dospěla k vlastní náboženské zkušenosti zvané sahadža jóga (výraz sahadža znamená „přirozený“). Interpretovala ji jako otevření sedmé, nejvyšší čakry na kolektivní úrovni, tedy s platností pro celé lidstvo, které tak má přístup ke sjednocení s božstvím.
Již roku 1970 se v Indii zformoval nevelký kruh následovníků Šrí Mátadží Nirmaly Déví, kteří ji zvali Božskou Matkou jakožto ztělesnění mateřské lásky. Přikládají jí také schopnosti kontaktu s bohem Višnu a dovršení působení Buddhy, Mahavíry a Ježíše. Od roku 1974 působila šrí Matádží také celosvětově, když roku 1974 v Londýně představila metodu sahadža jógy a následujících třicet let cestovala, veřejně přednášela, zasvěcovala své žáky a vyučovala už pak na neveřejných akcích, určených jen pro její žáky. Ačkoli počet zasvěcených při přednáškách dosahoval jistě stovek tisíc, počet skutečně oddaných následovníků je odhadován jen na jednu nebo dvě desítky tisíc na celém světě. Společenství sahadža jóginů působí v asi 70 zemích světa. 
V náboženské praxi se pracuje s energiemi, energetickými kanály a čakrami. Na základě toho se pak pracuje s energetickým očišťováním a léčením, dále praxi manter a meditací. Některá pozorování přibližují společenství Višva Nirmala Dharma tzv. nenáboženské spiritualitě.

## Vývoj společenství Višva Nirmala Dharma v České republice
Společenství vznikala od roku 1990 především misií z Rakouska. Již roku 1993 se konaly duchovní programy sahadža jógy konaly a vzniklo občanské sdružení „Společnost Sahadža jóga“ (od roku 2016 zapsaný spolek Sahadža jóga). Českou republiku také navštívila Šrí Mátadží, do roku 1996 každým rokem. Jako centrum svých aktivit vybudovalo společenství na konci devadesátých let minulého století ášram v Úvalech u Prahy. Šrí Mátadží ho nazvala Nirmal Dham, tedy „čisté místo“. V devadesátých letech také vycházel časopis Nirmalá Vidja (mezi lety 1994–98), roku 1999 přejmenovaný na Nirmala jóga, a interní bulletin Noviny z ráje (od roku 1996). S rozvojem internetu tato média zanikla. Podobně jako ve světě projevuje i české společenství sahadža jóginů zájem o vedení dětí a vyučování jógy pro děti. Tento zájem vede sahadža jóginy k účasti v různých aktivitách pro děti.
Společenství bylo roku 2007 registrováno Ministerstvem kultury jako náboženská společnost. V rámci sčítání lidu v roce 2011 se ke společenství Višva Nirmala Dharma přihlásilo 1 098 osob, převážně v Praze, Brně a dalších větších městech. V roce 2021 se jednalo o 250 osob.